# Isabelle Haak
Isabelle "Bella" Haak, född 11 juli 1999 i Perstorp, är en svensk volleybollspelare (spiker). Hon har en dominerande roll i Sveriges landslag och räknas som en av världens bästa volleybollspelare.
Hon är 195 cm lång, har en hopphöjd vid smash på 332 cm och vid block på 312 cm. Genom att utnyttja detta har hon ofta möjlighet att smasha över motspelarnas block (ett område som annars är mindre försvarat då blocket förväntas täcka anfall på den delen av spelplanen). Det gör det också möjligt att smasha med skarpare vinklar. Haak har utsetts till 2024 års vinnare av Victoriapriset.

## Uppväxt och svensk klubbkarriär
Haak växte upp i Perstorp tillsammans med sin syster Anna Haak, som även hon spelar volleyboll på landslagsnivå, och sin mor. Haaks far dog av cancer 2009. Familjen har fortfarande en blog tillsammans. Haak började sina gymnasiestudier på Rönnegymnasiet i Ängelholm, men bytte i samband med att hon blev proffs i Frankrike till Korrespondensgymnasiet i Torsås.
Tillsammans med Anna Nilsson och Betty Ohlin vann hon U15-SM i beachvolley 2013. Säsongen 2014/2015 blev Haaks första säsong som ordinarie spelare i startsexan för EVS Engelholms Volley. Haak blev under debutsäsongen vald till årets spelare och årets nykomling av Svenska Volleybollförbundet. Samma år debuterade hon i landslaget som 14-åring, vilket gjorde henne till den yngste spelare någonsin att debutera i det landslaget.
Isabelle Haak tillsammans med Fanny Åhman blev i augusti 2015 4:a vid U19-EM i beachvolley, Riga, Lettland. Hon har också varit med och vunnit NEVZA-cupen med U19-landslaget två gånger, 2014 och 2015. Totalt spelade hon 31 landskamper med junior- och ungdomslandslagen Haak var nominerad till Årets nykomling, även kallat Svenska Dagbladets idrottsstipendium, på Svenska Idrottsgalan 2015.

## Proffskarriär
Säsongen 2016/2017 spelade Haak i den franska ligan för klubben Béziers Angels, där hon vann hela ligans poängliga och samtidigt fortsatte att gå i svenskt gymnasium på distans. 
Till säsongen 2017/2018 gick Haak över till Pallavolo Scandicci Savino Del Bene i italienska ligan, där vann hon också poängligan.
Sedan säsongen 2019/2020 spelar Haak i den turkiska ligan för klubben Vakıfbank SK. Med laget gick hon till final i världsmästerskapet i volleyboll för klubblag 2019 i december 2019. I tävlingen blev hon utsett till bästa vänsterspiker. I början av 2020 blev säsongen abrupt avslutad  på grund av COVID-19-pandemin. Varken den turkiska ligan eller cupen spelades färdigt. När seriespelet avbröts ledde Vakıfbank, med Haak som lagets främsta poängvinnare. Turkiska supercupen genomfördes däremot och där förlorade Vakıfbank mot Eczacıbaşı SK.
Under säsongen 2020-2021 vann laget både turkiska ligan och cupen och Haak blev utsedd till mest värdefulla spelare i turkiska ligan Däremot fick de ge sig mot Imoco Volley i Champions League. Haak spelade en tongivande roll i landslaget som i augusti 2021 nådde kvartsfinal i EM 2021. Hon blev nominerad till årets kvinnliga idrottare vid Svenska idrottsgalan 2021.
Säsongen 2021-2022 med Vakıfbank var mycket framgångsrik. Laget vann världsmästerskapet i volleyboll för klubblag 2021 och Haak blev utedd till mest värdefulla spelare. De vann sedan även turkiska mästerskapet, turkiska cupen, turkiska supercupen och CEV Champions League 2021–2022. Efter finalen i Champions League tillkännagav hon att hon lämnar klubben och den 6 juni offentliggjordes det att hennes nya klubb är Imoco Volley. Samtidigt som Haak gick till Imoco gick Paola Egonu, i motsatt riktning från Imoco till Vakıfbank. Bägge räknas till världens bästa på damsidan I Italien har hon fortsatt vinna titlar, med italienska mästerskaps- och cuptitlar både 2023 och 2024. Hon utsågs till mest värdefulla spelare i serien 2024. På europeisk nivå åkte laget dock ut i kvartsfinalen i Champions League 2023. Med landslaget deltog hon 2023 i Golden League (där laget tog silver), FIVB Volleyball Challenger Cup (där laget också tog silver) och EM (där laget nådde åttondelsfinal).